# Miridex putorii
Miridex putorii – gatunek roztocza z rodziny nużeńcowatych, jedyny z monotypowego rodzaju Miridex. Jest monoksenicznym pasożytem tchórza zwyczajnego.

## Taksonomia
Rodzaj i gatunek typowy opisane zostały po raz pierwszy w 2022 roku przez Joannę Izdebską i Leszka Rolbieckiego z Uniwersytetu Gdańskiego oraz Steffena Rehbeina. Pochodzący z Niemiec materiał typowy zdeponowano w Katedrze Zoologii Bezkręgowców i Parazytologii Wydziału Biologii UG. Nazwę rodzajową przełożyć można jako „nietypowy robak”, zaś epitet gatunkowy pochodzi od epitetu gatunku gospodarza, Mustela putorius.

## Morfologia i rozwój

### Formy dorosłe
Samce osiągają od 186 do 223 μm długości i od 43 do 56 μm szerokości, samice zaś od 201 do 246 μm długości i od 45 do 57 μm szerokości. Kształt ciała jest walcowaty. Owalna, mniej więcej tak długa jak u podstawy szeroka gnatosoma otoczona jest szerokimi błonami. Nogogłaszczki składają się z trzech dobrze wyodrębnionych członów, z których pierwszy jest szeroki i zaopatrzony w hakowate kolce nadbiodrowe, drugi jest wydłużony, a trzeci wydłużony, ku szczytowi zwężony i zwieńczony trzema kolcami – jednym dużym i pojedynczym, jednym dużym i rozwidlonym i jednym małym i stożkowatym. Lejkowata nabrzmiałość gardzieli ma parę dość dużych, stożkowatych szczecinek subgnatosomalnych. Walcowata podosoma ma od spodu cztery pary zesklerotyzowanych, trapezowatych płytek epimeralnych, z których trzy pierwsze stykają się pośrodkowo, a pary ostatniej są bardzo wąsko odseparowane. Ostatnia ich para u samicy formuje tylnymi brzegami trójkątne wcięcie. Krótkie odnóża występują w liczbie czterech par i złożone są z sześciu członów, z których biodro jest włączone w ścianę ciała, a pozostałe są wolne i dobrze wyodrębnione. Na środkach bioder znajdują się duże, trójkątne kolce, na przodach goleni po dwa duże kolce stożkowatej formy, a na każdej stopie dwa przysadziste, rozwidlone pazurki z dużymi, hakowatymi ostrogami. Wierzch podosomy nakrywa tarczka podosomalna sięgająca do wysokości odnóży trzeciej pary. Walcowata z zaokrąglonym końcem, gęsto obrączkowana opistosoma ma długość około połowy ciała i u samicy jest przeciętnie nieco dłuższa niż u samca. Brak jest narządu opistosomalnego. U samca od granicy opistosomy i podosomy do środka długości gnatosomy ciągnie się po stronie grzbietowej wąski, belkowaty edeagus. Osiąga on od 100 do 123 μm długości, co stanowi 45–59% długości ciała. Otwór płciowy samca leży na grzbietowej stronie gnatosomy, na wysokości przedniej części epistomu (płytki nad narządami gębowymi), co jest cechą unikatową wśród nużeńcowatych. Samica ma rurkowatą wulwę długości od 8 do 12 μm zlokalizowaną poniżej tylnej krawędzi ostatniej pary płytek epimeralnych.

### Stadia rozwojowe
Maczugowatego kształtu jaja osiągają od 88 do 100 μm długości, od 23 do 28 μm szerokości i zaopatrzone są w wieczko.
Z jaj klują się larwy. Mają one maczugowate ciało długości 132–152 μm i szerokości 25–28 μm. Gnatosomę mają trapezowatą. Nogogłaszczki składają się z trzech smukłych, dobrze wyodrębnionych członów, z których pierwszy ma pośrodku klinowate kolce nadbiodrowe, a ostatni jeden kolec pazurkowaty i jeden kolec delikatny. Na wewnętrznych krawędziach przednich brzegów bioder nogogłaszczków wyrasta para dobrze wykształconych, smukłych i giętkich szczecinek subgnatosomalnych, co stanowi cechę charakterystyczną rodzaju. Nabrzmiałość gardzieli jest podkowiasta. Podosoma i stożkowata opistosoma są gęsto obrączkowane. Na spodzie podosomy leżą trzy pary owalnych tarczek brzusznych między nasadami odnóży. Odnóża występują w liczbie trzech par i zwieńczone są dwoma pazurkami, o czterech wierzchołkach każdy.
Protonimfy mają już ciało smuklejsze, walcowate, długości 173–246 μm i szerokości 25–40 μm. Gnatosomę mają również trapezowatą, ale o krótszych niż u larw szczecinkach subgnatosomalnych. Podosoma i stożkowata opistosoma są gęsto obrączkowane. Odnóża również występują w liczbie trzech par, ale są nieczłonowane. Owalne tarczki brzuszne na podosomie mają trójkątne ostrogi.
Deutonimfy mają ciało lekko wrzecionowate, silniej wydłużone, długości 236–449 μm i szerokości 35–65 μm. Gnatosomę mają również trapezowatą, ale o krótszych niż u protonimf kolcach nadbiodrowych nogogłaszczków. Podosoma i stożkowata opistosoma są gęsto obrączkowane. Odnóża występują już w liczbie czterech par, ale pozostają nieczłonowane. Między parami odnóży na spodzie podosomy leżą cztery pary owalnych tarczek brzusznych z trójkątnymi ostrogami.

## Ekologia i występowanie
Roztocz ten jest monoksenicznym pasożytem tchórza zwyczajnego. Bytuje na skórze głowy gospodarza w okolicy włosów czuciowych i okolicach przyległych, przy czym jaja składane są wyłącznie w sąsiedztwie wibryssów. Nie stwierdzono wywoływania przez jego żerowanie zmian skórnych.
Występowanie tego nużeńcowatego stwierdzono na tchórzach z Niemiec.